# Lionel Bailliu

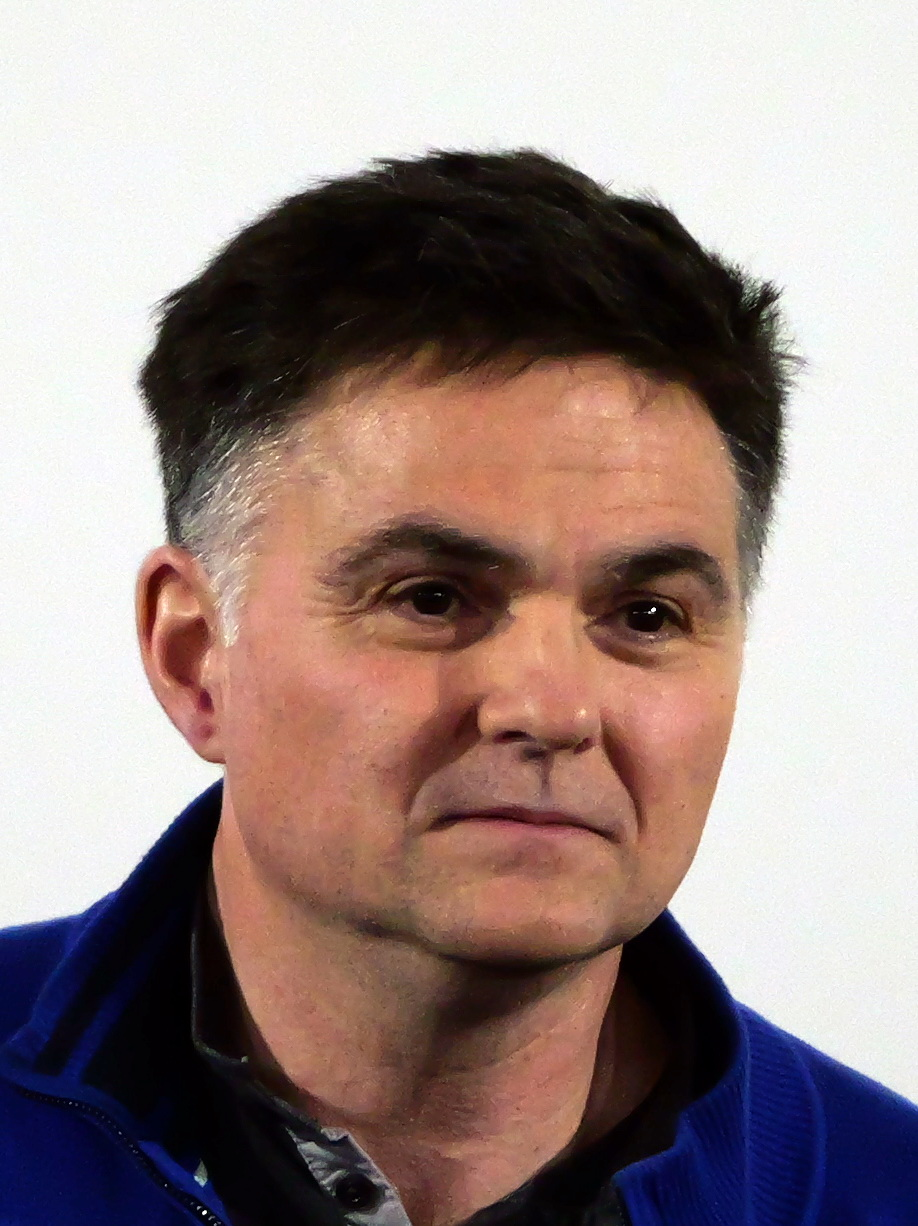
Lionel Bailliu, 2023

Lionel Bailliu (* 19. August 1969 in Paris) ist ein französischer Filmregisseur und Drehbuchautor.

## Leben
Bailliu studierte bis 1991 Wirtschaftswissenschaften an der École supérieure de commerce de La Rochelle in La Rochelle und der heutigen ESCP Europe in Paris und anschließend bis 1997 Drehbuch am Conservatoire européen d’écriture audiovisuelle. Er arbeitete zunächst als Drehbuchlektor und Filmprogrammberater und realisierte im Jahr 2000 seinen ersten Kurzfilm Microsnake, wobei er mit Pierre-Yves Mora Regie führte und das Drehbuch schrieb. Erstmals Soloregie führte Bailliu beim 2001 fertiggestellten und im Folgejahr veröffentlichten Kurzfilm Squash, der unter anderem eine Nominierung für einen Oscar und einen César erhielt. Nach einem Regieausflug ins Fernsehen – er führte bei der Pilotfolge der Serie Élodie Bradford Regie – verfilmte Bailliu Squash unter dem Titel Fair Play – Spiel ohne Regeln als Langfilm. Mit Denis folgte 2013 der zweite Langfilm von Bailliu, der sich anschließend mit der Serie Meurtres à … erneut dem Fernsehen zuwandte.

## Filmografie
- 2000: Microsnake
- 2002: Squash
- 2004: Élodie Bradford (TV-Serie, eine Folge)
- 2006: Fair Play – Spiel ohne Regeln (Fair Play)
- 2013: Denis
- 2013, 2014: Meurtres à … (TV-Serie, zwei Folgen)

## Auszeichnungen (Auswahl)
- 2001: Spezialpreis der Jury, Festival du film d’Avignon, für Microsnake
- 2002: Publikumspreis, Festival du Court-Métrage de Clermont-Ferrand, für Squash[2]
- 2003: Césarnominierung, Bester Kurzfilm, für Squash
- 2003: Jurypreis, Aspen Shortsfest, für Squash
- 2004: Oscarnominierung Bester Kurzfilm, für Squash
- 2006: Bestes Regiedebüt, Festival Internacional de Cine de San Sebastián, für Fair Play